# Coenosia griseiventris
Coenosia griseiventris är en tvåvingeart som beskrevs av Ringdahl 1930. Coenosia griseiventris ingår i släktet Coenosia och familjen husflugor. Inga underarter finns listade i Catalogue of Life.